# Día Internacional por el Fin de la Violencia Contra las Trabajadoras Sexuales
El Día Internacional por el Fin de la Violencia contra las Trabajadoras Sexuales se celebra anualmente el 17 de diciembre por las trabajadoras sexuales, sus defensores, amigos, familiares y aliados. Originalmente concebido como un memorial y una vigilia por las víctimas del Asesino del Río Verde en Seattle, EE. UU., se ha convertido en un evento internacional anual. El día llama la atención sobre los crímenes de odio cometidos contra las trabajadoras sexuales en todo el mundo, así como la necesidad de eliminar el estigma social y la discriminación que han contribuido a generar esa violencia contra las trabajadoras sexuales, y la indiferencia hacia dicha violencia dada en las comunidades de las que forman parte. Las trabajadoras sexuales activistas también afirman que las leyes prohibicionistas y abolicionistas de la prostitución perpetúan dicha violencia.

## Creación
Realizado por primera vez en 2003, el Día Internacional por el Fin de la Violencia contra las Trabajadoras Sexuales fue creado por la Dra. Annie Sprinkle y por Robyn Few, fundadora del Sex Workers Outreach Project USA (SWOP-USA), una organización estadounidense de defensa de los derechos de las trabajadoras sexuales. En una carta pública, Sprinkle afirmó que: 
Los delitos violentos contra las trabajadoras sexuales no se denuncian, no se abordan ni se castigan. Realmente hay gente a la que no le importa cuando las prostitutas son víctimas de crímenes de odio, agredidas, violadas y asesinadas. No importa lo que usted piense sobre las trabajadoras sexuales y la política que las rodea, las trabajadoras sexuales son parte de nuestros vecindarios, comunidades y familias.

## Símbolo del paraguas rojo
El paraguas rojo es un símbolo importante para los defensores de los derechos de las personas que ejercen el trabajo sexual y es usado en los eventos que se llevan a cabo cada 17 de diciembre. El símbolo del paraguas rojo fue utilizado por primera vez por las personas que ejercen el trabajo sexual en Venecia en 2001. El artista esloveno Tadej Pogačar colaboró con las personas que ejercen el trabajo sexual para crear el "Pabellón de prostitutas" y la instalación de arte CODE: RED para la 49.ª Bienal de Arte de Venecia. Las trabajadoras sexuales también realizaron una manifestación callejera, la Marcha de los Paraguas Rojos, para protestar por las condiciones de trabajo inhumanas y los abusos contra los derechos humanos dadas contra algunas de sus compañeras. El Comité Internacional sobre los Derechos de las Trabajadoras Sexuales en Europa (ICRSE) adoptó el paraguas rojo como signo de resistencia a la discriminación en 2005, popularizando el símbolo y expandiéndolo por el continente y por el resto del mundo.